# BRADIO
BRADIO는 일본의 남성 록 밴드이다.

## 개요
- 2010년 신교지 타카아키 (ex/ja:The Movie Archives), 타나베 유키 (田邊有希, ex/ja:The Movie Archives), 오야마 소이치, 사카이 료스케, 키타자와 유다이(北澤雄大)가 결성. 12월 12일, 자주 기획 이벤트 〈Break the Rule And Do Image On vol.1〉에서 첫 라이브.
- 2012년 6월, 기타 담당이었던 키타자와가 탈퇴.
- BRADIO의 밴드명 자체는 조어로써, ‘Break the Rule And Do Image On...’(일상의 세계에 멋진 시간·공간의 이미지를 더해 좋은 변화를)의 약자이다.
- 팬의 통칭으로써 BRADIO의 멤버는 팬을 FPP(Funky Party People)라고 부른다.[1] 팬들 중에는 FPP에서 파생한 FPF(Funky Party Friends)라고 서로 부르기도 한다.
- 펑크, 소울, R&B 등 블랙 뮤직의 영향을 강하게 받은 밴드이며 멤버의 의상도 두왑 그룹 느낌의 수트로 통일하고 있다.
- 2017년 워너 뮤직 재팬에서 메이저 데뷔.
- 2018년 1월, 드럼 담당이었던 타나베가 탈퇴.

## 멤버
- 신교지 타카아키 (真行寺 貴秋) - 보컬
- 오야마 소이치 (大山 聡一) - 보컬, 기타
- 사카이 료스케 (酒井 亮輔) - 보컬, 베이스